# شانتل ونسانتن
شانتل ونسانتن (به انگلیسی: Shantel VanSanten) (زاده ۲۵ ژوئیه ۱۹۸۵) بازیگر و مدل آمریکایی است.
از فیلم‌های معروف او می‌توان به بازی در فیلم مقصد نهایی ۴ و همینطور بازی در سریال The Flash در نقش کاراگاه پتی اسپوت اشاره کرد. همچنین او صداپیشه شخصیت wraith در ایپکس لجندز است‌.